# Passius a llarg termini
Els passius a llarg termini, o passius no corrents (en anglès long-term liabilitites o LTL), són passius que es vencen més enllà d'un any o del període normal de funcionament de l'empresa. El període d'operació normal és la quantitat de temps que triga una empresa a convertir l'inventari en efectiu. En un balanç classificat, els passius se separen entre passius corrents i passius a llarg termini per ajudar els usuaris a avaluar la situació financera de l'empresa en períodes a curt i llarg termini. Els passius a llarg termini donen als usuaris més informació sobre la prosperitat a llarg termini de l'empresa, mentre que el passiu corrent informa l'usuari del deute que té l'empresa en el període actual.
En un balanç, els comptes es mostren per ordre de liquiditat, de manera que els passius a llarg termini vénen després dels passius corrents. A més, els comptes específics de passiu a llarg termini es mostren al balanç per ordre de liquiditat. Per tant, un compte amb venciment en un termini de divuit mesos s'indicaria abans d'un compte amb venciment en els vint-i-quatre mesos. Exemples de passius a llarg termini són bons a pagar, préstecs a llarg termini, arrendaments de capital, passius per pensions, passius sanitaris posteriors a la jubilació, compensacions diferides, ingressos diferits, impostos sobre la renda diferits i passius derivats. 

## Excepcions
Si actualment un passiu venç en menys de dotze mesos i està en procés de refinançament perquè venci al cap d'un any, llavors una empresa pot registrar aquest deute en inversions a llarg termini. A més, si un passiu s'ha de cobrir amb una inversió a llarg termini, es pot registrar com a passiu a llarg termini encara que hagi de ser vençut en el període actual. Tot i així, la inversió a llarg termini ha de ser suficient per cobrir el deute.